# Éric Srecki
Éric Srecki (Béthune, 2 juli 1964) is een Frans voormalig schermer.

## Carrière
Éric Srecki won brons met de degen op de Wereldkampioenschappen van 1987 in Lausanne. In 1988 won Srecki goud met het team en werd 17e in het individuele onderdeel van de Olympische Spelen in Seoel.
Op de wereldkampioenschappen van 1990 in Lyon en 1991 in Boedapest won hij zilver met het team. In 1992 won hij op de Olympische Spelen in Barcelona goud in het individueel en de vierde plaats met het team.
In 1993 won Srecki zilver met het team op de Wereldkampioenschappen in Essen. In 1994 werd hij wereldkampioen ploeg in Athene en in 1995 individueel wereldkampioen in Den Haag, waar hij zilver behaalde met de ploeg. Op de Olympische Spelen van 1996 in Atlanta won Srecki brons met het team en de negende plaats in de individuele competitie.
In 1997 werd hij opnieuw individueel wereldkampioen in Kaapstad. In 1998 won hij zilver in het individueel op de Europese kampioenschappen in Plovdiv en zilver met het team op de wereldkampioenschappen in La Chaux-de-Fonds. In 1999 werd hij in Seoul opnieuw wereldkampioen ploeg en won zilver met de ploeg op de Europese kampioenschappen in Bolzano. Op de Olympische Spelen van 2000 in Sydney behaalde Srecki zilver met het team en de zevende plaats in het individueel.

## Resultaten

### Olympische Zomerspelen
| Jaar | Plaats    | Resultaten           |
| ---- | --------- | -------------------- |
| 1988 | Seoel     | 17e degen degen team |
| 1992 | Barcelona | degen 4e degen team  |
| 1996 | Atlanta   | 9e degen degen team  |
| 2000 | Sydney    | 7e degen degen team  |

### Wereldkampioenschappen schermen
| Jaar | Plaats            | Resultaten         |
| ---- | ----------------- | ------------------ |
| 1987 | Lausanne          | degen team         |
| 1990 | Lyon              | degen team         |
| 1991 | Boedapest         | degen team         |
| 1993 | Essen             | degen team         |
| 1994 | Athene            | degen team         |
| 1995 | Den Haag          | degen · degen team |
| 1997 | Kaapstad          | degen              |
| 1998 | La Chaux-de-Fonds | degen team         |
| 1999 | Seoel             | degen team         |

1900: Ramón Fonst ·
1904: Ramón Fonst ·
1908: Gaston Alibert ·
1912: Paul Anspach ·
1920: Armand Massard ·
1924: Charles Delporte ·
1928: Lucien Gaudin ·
1932: Giancarlo Cornaggia-Medici ·
1936: Franco Riccardi ·
1948: Gino Cantone ·
1952: Edoardo Mangiarotti ·
1956: Carlo Pavesi ·
1960: Giuseppe Delfino ·
1964: Grigori Kriss ·
1968: Győző Kulcsár ·
1972: Csaba Fenyvesi ·
1976: Alexander Pusch ·
1980: Johan Harmenberg ·
1984: Philippe Boisse ·
1988: Arnd Schmitt ·
1992: Éric Srecki ·
1996: Aleksandr Beketov ·
2000: Pavel Kolobkov ·
2004: Marcel Fischer ·
2008: Matteo Tagliariol · 
2012: Rubén Limardo · 
2016: Park Sang-young · 
2020: Romain Cannone · 
2024: Koki Kano
1908: Alibert, Berger, Collignon, Gravier, Lippmann, Olivier, Stern ·
1912: H. Anspach, P. Anspach, Hennet, Ochs, Salmon, Willems ·
1920: Allocchio, Bozza, Canova, Costantino, Marrazzi, A. Nadi, N. Nadi, Olivier, Thaon di Revel, Urbani ·
1924:  Buchard, Ducret, Gaudin, Labatut, Liottel, Lippmann, Tainturier ·
1928:  Agostoni, Basletta, M. Bertinetti, Cornaggia-Medici, Minoli, Riccardi ·
1932: Buchard, Cattiau, Jourdant, Piot, Schmetz, Tainturier ·
1936: Brusati, Cornaggia-Medici, E. Mangiarotti, Pezzana, Ragno, Riccardi ·
1948: Artigas, Desprets, Guérin, Huet, Lepage, Pécheux ·
1952: Battaglia, F. Bertinetti, Delfino, D. Mangiarotti, E. Mangiarotti, Pavesi ·
1956: Anglesio, F. Bertinetti, Delfino, E. Mangiarotti, Pavesi, Pellegrino ·
1960: Delfino, E. Mangiarotti, Marini, Pavesi, Pellegrino, Saccaro ·
1964: Bárány, Gábor, Kausz, Kulcsár, Nemere ·
1968: Fenyvesi, Kulcsár, Nagy, Nemere, P. Schmitt ·
1972: Erdős, Fenyvesi, Kulcsár, Osztrics, P. Schmitt ·
1976: Edling, Von Essen, Flodström, Högström, Jacobson ·
1980: Boisse, Gardas, Picot, Riboud, Salesse ·
1984: Borrmann, Fischer, Heer, Nickel, Pusch ·
1988: Delpla, Henry, Lenglet, Riboud, Srecki ·
1992: Borrmann, Felisiak, Proske, Resnitstsjenko, A. Schmitt ·
1996: Cuomo, Mazzoni, Randazzo ·
2000: Mazzoni, Milanoli, Randazzo, Rota ·
2004: Boisse, F. Jeannet, J. Jeannet, Obry ·
2008: F. Jeannet, J. Jeannet, Robeiri ·
2016: Borel, Grumier, Jérent, Lucenay ·
2020: Kano, Minobe, Yamada, Uyama ·
2024: Koch, Andrásfi, Siklósi, Nagy